# (2422) Perovskaya
(2422) Perovskaya est un astéroïde de la ceinture principale.

## Description
(2422) Perovskaya est un astéroïde de la ceinture principale. Il fut découvert le 28 avril 1968 à Naoutchnyï par Tamara Smirnova. Il présente une orbite caractérisée par un demi-grand axe de 2,33 UA, une excentricité de 0,20 et une inclinaison de 6,4° par rapport à l'écliptique.

## Compléments